# Петелино (Тюменская область)
Петелино — село в Ялуторовском районе Тюменской области. Административный центр Петелинского сельского поселения.
Село находится на берегу реки Тобол.

## История
Первые упоминания встречаются в описании Тобольского наместничества середины XVII века. Изначально было несколько деревень рядом после объединения стала называться Петелино.
1920 году появилась  коммуна «Путь к социализму».

## Население
| 2010 | 2014 |
| ---- | ---- |
| 823  | ↗959 |

В 1926 году в Бердюгинском сельсовете насчитывалось 852 человека.

## Инфраструктура
- средняя школа
- ФАП